# Paphia (djur)
Paphia är ett släkte av musslor som beskrevs av Peter Friedrich Röding 1798. Paphia ingår i familjen venusmusslor.
Släktet innehåller bara arten Paphia aurea.